# Szürkebegyű gébicsrigó
A szürkebegyű gébicsrigó (Colluricincla harmonica) a madarak osztályának verébalakúak (Passeriformes) rendjébe és a légyvadászfélék (Pachycephalidae) családjába tartozó faj.

## Rendszerezése
A fajt John Latham angol ornitológus írta le 1801-ben, a Turdus nembe Turdus harmonicus néven.

## Alfajai
- Colluricincla harmonica brunnea Gould, 1841
- Colluricincla harmonica harmonica (Latham, 1802)
- Colluricincla harmonica rufiventris Gould, 1841
- Colluricincla harmonica strigata Swainson, 1838
- Colluricincla harmonica superciliosa Masters, 1876[2]

## Előfordulása
Ausztráliában, Indonézia és Pápua Új-Guinea területén honos. Természetes élőhelyei a szubtrópusi és trópusi lombhullató erdők, mangroveerdők, szavannák és cserjések, valamint legelők, ültetvények, szántóföldek és városias régiók. Állandó, nem vonuló faj.

## Megjelenése
Testhossza 22,5–25 centiméter, testtömege 58–74 gramm.

## Életmódja
Gerinctelenekkel, főként rovarokkal és pókokkal táplálkozik, de kisebb gerinceseket, békákat, gyíkokat, bogarakat és kisebb madarakat is fogyaszt.

## Természetvédelmi helyzete
Az elterjedési területe rendkívül nagy, egyedszáma viszont csökkenő, de még nem éri el a kritikus szintet. A Természetvédelmi Világszövetség Vörös listáján nem fenyegetett fajként szerepel.